# Staretschwil
Staretschwil ist ein Dorf in der Schweiz, das seit 1854 zur Gemeinde Oberrohrdorf im Kanton Aargau gehört. Es liegt am Rande des Reusstals am Südwesthang des Rohrdorferbergs, auf einer Höhe zwischen 500 und 550 m ü. M. Die überbaute Fläche ist seit den 1960er Jahren mit jener von Oberrohrdorf und Niederrohrdorf zusammengewachsen.

## Geschichte
Gemäss der Ortsnamenskunde dürfte Staretschwil zwischen dem 8. und 11. Jahrhundert besiedelt worden sein. Die erste urkundliche Erwähnung als Starchoswilare erfolgte im Jahr 1124. Das Dorf lag im Herrschaftsbereich der Kyburger, ab 1273 in jenem der Habsburger. Staretschwil gehörte etwa ab der ersten Hälfte des 14. Jahrhunderts zum Amt Rohrdorf, dessen Gebiet fast deckungsgleich mit jenem der Pfarrei Rohrdorf war. Grösster Grundbesitzer war das Kloster Wettingen, das auch die niedere Gerichtsbarkeit ausübte. Landesherren waren ab 1415 die Eidgenossen. Das Dorf war nun Teil der Grafschaft Baden, einer gemeinen Herrschaft. Die Offnung, die das Verhältnis zwischen Niedergerichtsherr und Dorfbevölkerung regelte, entstand um 1420.
Im Jahr 1775 zählte das Dorf gemäss einer Erhebung des Birmenstorfer Pfarrers Josef Stamm 129 Einwohner. 1798 brach die alte Herrschaftsordnung mit dem Franzoseneinfall und der Ausrufung der Helvetischen Republik zusammen. Im neuen Einheitsstaat war Staretschwil Teil der Munizipalität Niederrohrdorf, die zum Distrikt Baden des kurzlebigen Kantons Baden gehörte. 1805 vereinigten sich Busslingen, Niederrohrdorf, Oberrohrdorf, Remetschwil und Staretschwil zur Gemeinde Rohrdorf. Wiederholt gab es Bemühungen der Dorfgemeinschaften, die Grossgemeinde wieder zu trennen, da die Zusammenarbeit in organisatorischen und finanziellen Belangen nicht reibungslos funktionierte. Schliesslich wurde Rohrdorf am 22. Mai 1854 nach mehreren erfolglosen Gesuchen in die Gemeinden Niederrohrdorf, Oberrohrdorf und Remetschwil getrennt. Dabei schloss sich Staretschwil mit Oberrohrdorf zusammen.
Das Dorf war weiterhin in hohem Masse auf Eigenständigkeit bedacht, was in komplexen Verwaltungsstrukturen zum Ausdruck kam. Neben der Gemeindeversammlung der Gesamtgemeinde gab es in Oberrohrdorf und Staretschwil je eine Versammlung der Ortseinwohner und der Ortsbürger, womit insgesamt fünf verschiedene Körperschaften existierten. Staretschwil erstellte 1897 eine eigene Wasserversorgung, und auch das 1911 in Betrieb genommene Stromnetz war nicht mit jenem von Oberrohrdorf verbunden. Während dort eine Genossenschaft für den Aufbau und Unterhalt verantwortlich war, errichtete die Motor AG das Staretschwiler Netz. In den 1850er Jahren beteiligten sich die Staretschwiler am Bau des Schulhauses in Oberrohrdorf, fühlten sich aber in der Folge beim Unterhalt finanziell stark benachteiligt, was zu einem angespannten Verhältnis führte. Schliesslich baute Staretschwil 1894/95 ein eigenes Schulhaus.
Die Animositäten gipfelten im Jahr 1965, als die Ortseinwohnerversammlung die vollständige Loslösung beschloss. Die Staretschwiler wären sogar bereit gewesen, ihre politische Eigenständigkeit mit massiv höheren Steuern zu erkaufen. Angesichts der Tatsache, dass in den beiden mittlerweile zusammengewachsenen Dörfern wegen des damaligen Baubooms umfangreiche Investitionen absehbar waren, beurteilte die Presse die Autonomiebestrebungen kritisch bis hämisch. Die Ortseinwohner von Oberrohrdorf lehnten das Trennungsbegehren deutlich ab, und die Versammlung der Gesamtgemeinde fällte in diesem Sinne mit grosser Mehrheit den Stichentscheid. Die anachronistischen Strukturen vereinfachten sich 1974 mit der Auflösung beider Ortseinwohnergemeinden. Es existierten aber weiterhin die Ortsbürgergemeinden, was spätestens ab 1978 eine widerrechtliche Situation darstellte, da das Aargauer Gemeindegesetz nur eine einzige Körperschaft der Ortsbürger auf dem Gebiet einer politischen Gemeinde zulässt. 2006 sollten die Ortsbürgergemeinden fusioniert werden, was die Staretschwiler aber ablehnten. Ein erfolgreiches fakultatives Referendum ermöglichte schliesslich 2007 den Zusammenschluss.

## Verkehr
Staretschwil liegt an der Kantonsstrasse 282 zwischen Baden und dem Mutschellen, die dem Südwesthang des Heitersbergs entlang führt. Etwas dreieinhalb Kilometer nördlich befindet sich bei Dättwil der Anschluss Baden-West der Autobahn A1. Das Dorf wird durch zwei Postauto-Linien erschlossen: Eine führt vom Bahnhof Baden nach Berikon-Widen, die zweite vom Kantonsspital Baden über Dättwil, Oberrohrdorf und Niederrohrdorf zum Bahnhof Mellingen Heitersberg (Anschluss an die S-Bahn Zürich).